# Carlota Castrejana
María Carlota Castrejana Fernández (ur. 25 kwietnia 1973 w Logroño) – hiszpańska lekkoatletka uprawiająca trójskok. Czterokrotna olimpijka (1992, 2000, 2004, 2008).
Swoją sportową karierę sportową zaczynała od koszykówki, razem z hiszpańską reprezentacją zajęła 5. miejsce podczas Igrzysk Olimpijskich w Barcelonie (1992). Później specjalizowała się kolejno w skoku wzwyż, skoku w dal oraz trójskoku, w którym to odnosiła największe sukcesy.

## Osiągnięcia
| Rok  | Impreza                                        | Miejsce             | Pozycja | Dodatkowe informacje          |
| ---- | ---------------------------------------------- | ------------------- | ------- | ----------------------------- |
| 2001 | Uniwersjada                                    | Pekin, Chiny        | 11      |                               |
| 2001 | Igrzyska śródziemnomorskie                     | Tunis, Tunezja      | 3       |                               |
| 2002 | Halowe mistrzostwa Europy                      | Wiedeń, Austria     | 8       |                               |
| 2002 | Halowe mistrzostwa Europy                      | Wiedeń, Austria     | 10      | Skok w dal                    |
| 2002 | Mistrzostwa Europy                             | Monachium, Niemcy   | 11      |                               |
| 2002 | Puchar Świata                                  | Madryt, Hiszpania   | 3       |                               |
| 2003 | Halowe Mistrzostwa Świata w Lekkoatletyce 2003 | Birmingham, Anglia  | 6       | 14.32 Halowy rekord Hiszpanii |
| 2003 | Halowy Puchar Europy w Lekkoatletyce 2003      | Lipsk, Niemcy       | 3       |                               |
| 2004 | Superliga Pucharu Europy                       | Bydgoszcz, Polska   | 4       |                               |
| 2005 | Halowe mistrzostwa Europy w lekkoatletyce 2005 | Madryt, Hiszpania   | 3       | 14.45 Halowy rekord Hiszpanii |
| 2005 | Mistrzostwa Świata w Lekkoatletyce 2005        | Helsinki, Finlandia | 11      |                               |
| 2005 | Igrzyska śródziemnomorskie                     | Almería, Hiszpania  | 2       | 14.60 rekord Hiszpanii        |
| 2006 | Mistrzostwa Europy w Lekkoatletyce 2006        | Goeteborg, Szwecja  | 11      |                               |
| 2007 | Halowe Mistrzostwa Europy w Lekkoatletyce 2007 | Birmingham, Anglia  | 1       | 14.64 rekord Hiszpanii        |

## Rekordy życiowe
- Skok wzwyż – 1,89 (1996)
- Skok w dal – 6,47 (1998)
- Trójskok (stadion) – 14,60 (2005) do 2021 Hiszpanii na stadionie
- Trójskok (hala) – 14,64 (2007) do 2019 rekord Hiszpanii